# Mukhammedzhan Seysen
Mukhammedzhan Seysen (en kazajo: Мұхаммеджан Мұратұлы Сейсен; Taraz, 14 de febrero de 1999) es un futbolista kazajo que juega en la demarcación de portero para el FC Astana de la Liga Premier de Kazajistán.

## Selección nacional
Tras jugar con la selección de fútbol sub-17 de Kazajistán, la sub-19 y la sub-21, hizo su debut con la selección absoluta el 4 de junio de 2021 en un partido amistoso contra Macedonia del Norte que finalizó con un resultado de 4-0 a favor del combinado macedonio tras los goles de Ezgjan Alioski, Ivan Tričkovski, Milan Ristovski, y Darko Churlinov.

## Clubes
| Club        | País       | Año       | Partidos | Goles |
| ----------- | ---------- | --------- | -------- | ----- |
| FC Taraz-2  | Kazajistán | 2017-2019 | 23       | 0     |
| FC Taraz    | Kazajistán | 2018-2023 | 89       | 0     |
| FC Ordabasy | Kazajistán | 2023      | 15       | 0     |
| FC Astana   | Kazajistán | 2024-     | 5        | 0     |

## Palmarés

### Títulos nacionales
| Título                        | Club        | País       | Año  |
| ----------------------------- | ----------- | ---------- | ---- |
| Liga Premier de Kazajistán    | FC Ordabasy | Kazajistán | 2023 |
| Copa de la Liga de Kazajistán | FC Astana   | Kazajistán | 2024 |